# Ioan Vida
Ioan Vida (n. 30 august 1946, Sarmizegetusa, România) este un jurist român, care a îndeplinit demnitatea de judecător la Curtea Constituțională a României. De asemenea, el este profesor de Teoria generală a dreptului în cadrul Școlii Naționale de Studii Politice și Administrative.

## Biografie
Ioan Vida s-a născut la data de 30 august 1946, în comuna Samizegetusa (județul Hunedoara). A absolvit în anul 1971 cursurile Facultății de Drept a Universității "Babeș-Bolyai" din Cluj Napoca. A lucrat apoi ca cercetător științific la Institutul de Științe Politice (1971-1977). În anul 1979 a obținut titlul știiințific de Doctor în drept al Universității din București.
Din anul 1977, este încadrat ca asistent, apoi lector universitar la Catedra de drept a Academiei de Studii Social-Politice "Ștefan Gheorghiu" din București (1977-1988). Apoi a fost numit șef al Secției documentare și evidența legislației din cadrul Consiliului Legislativ (1988-1989).
După Revoluția din decembrie 1989, Ioan Vida a fost numit în funcția de expert la Comisia constituțională, juridică și pentru drepturile omului a CFSN/CPUN (1990). A lucrat apoi ca expert la Comisia de redactare a proiectului de Constituție în cadrul Adunării Constituante (1990-1991).
Între anii 1990-2001, Ioan Vida a îndeplinit funcțiile de șef al Departamentului Tehnic Legislativ, apoi al Departamentului pentru Lucrări Parlamentare, respectiv director general al Departamentului Legislativ din Camera Deputaților. În paralel, lucrează și ca profesor universitar la Școala Națională de Studii Politice și Administrative din București (SNSPA).
Ioan Vida este autor de manuale, cursuri, monografii și studii în domeniul dreptului constituțional, al instituțiilor politice, teoriei generale a dreptului și legisticii formale.
În iunie 2001, a fost numit, de către Camera Deputaților, în demnitatea de judecător al Curții Constituționale a României pentru un mandat de 9 ani. La 7 iunie 2001, Ioan Vida a depus jurământul ca judecător al Curții Constituționale, alături de Petre Ninosu, Nicolae Cochinescu și Șerban Viorel Stănoiu. La data de 8 iunie 2004, judecătorul Ioan Vida a fost ales președinte al Curții Constituționale, pentru un mandat de 3 ani.

## Lucrări publicate
Ioan Vida este autor de manuale, cursuri, monografii și studii în domeniul dreptului constituțional, al instituțiilor politice, teoriei generale a dreptului și legisticii formale. Dintre acestea menționăm următoarele: 
- Constituția României – comentată și adnotată (Regia autonomă „Monitorul Oficial”, București, 1992) - în colaborare cu Mihai Constantinescu, Antonie Iorgovan, Ioan Muraru, Florin Bucur Vasilescu și Ioan Deleanu;
- Puterea executivă și administrația publică (R.A. “Monitorul Oficial”, București, 1994);
- Drepturile omului în reglementări internaționale (Ed. Lumina Lex, București, 1999);
- Manual de legistică formală: introducere în tehnica și procedura legislativă (Ed. Lumina Lex, București, 2004).